# Sju broars väg
Regionalväg 749 eller Sju broars väg är en regionalväg som sträcker sig längs bottenvikens kust i Österbotten och Mellersta Österbotten. Vägen börjar i Nykarleby kommun och sträcker sig norrut via Jakobstad och Larsmo till Karleby.

## Sträckning och anslutningar
- Nykarleby
  - Ytterjeppo E 8/8
  - Nykarleby centrum 746
  - Socklot
- Pedersöre
  - Sundby
  - Sandsund 741
- Jakobstad 68
- Larsmo
  - Risö
  - Holm
  - Eugmo
  - Bosund
- Karleby
  - Yxpila 756
  - Palo E 8/8

## 7 broars skärgård

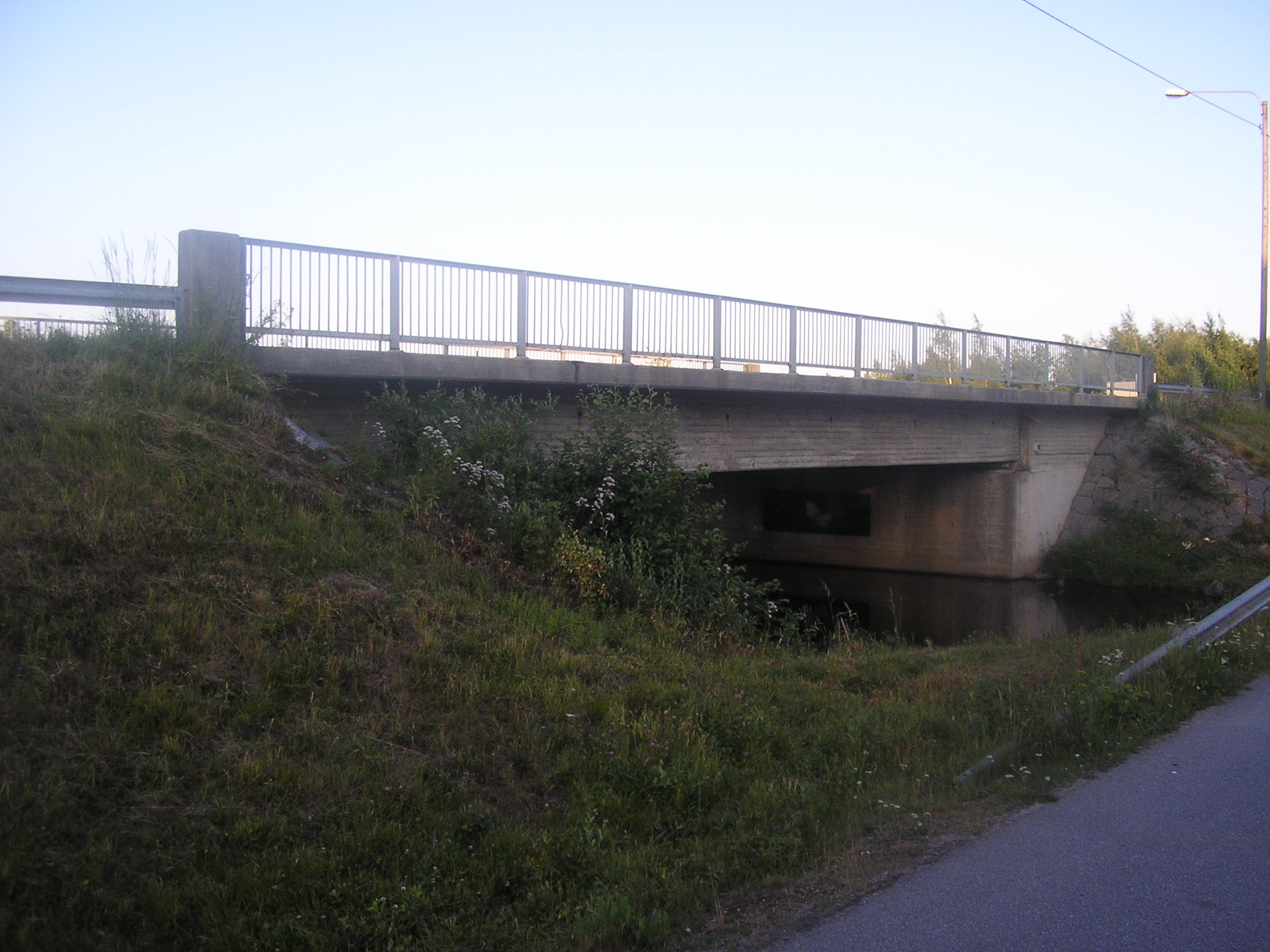
Storströmsbron i Larsmo

Vägen kallas sju broars väg efter de sju broarna som förbinder Jakobstad med Karleby genom Larsmo och Öja.
De sju broarna är i ordning från Jakobstad till Karleby:
1. Fårholmsbron
2. Tjuvörsbron
3. Storströmsbron
4. Gertrudsbron
5. Åköströmsbron
6. Vattungsbron
7. Hickaröbron